# John Albert Johnson

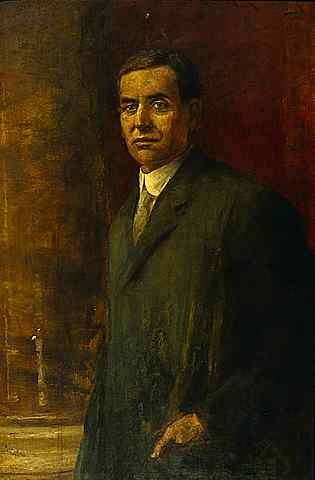
John Albert Johnson

John Albert Johnson, född 28 juli 1861 i Nicollet County, Minnesota, död 21 september 1909 i Rochester, Minnesota, var en amerikansk politiker.
Johnson föddes i Minnesota av från Sverige utvandrade fattiga föräldrar. Han blev först bodbetjänt men självstudier och livligt politiskt intresse gav honom snart stort anseende i bygden, och 1888 blev han redaktör för en liten demokratisk tidning. Johnson spelade inom kort en framträdande roll inom hemstatens demokratiska parti, invaldes 1898 i dess senat och var 1905-09 dess guvernör. Som sådan visade han stor duglighet och samlade 1908 många röster som presidentkandidat vid demokraternas partikonvent.